# Hilde Behrend
Hilde Behrend (* 13. August 1917 in Berlin; † 11. Januar 2000) war eine deutschstämmige britische Wirtschaftswissenschaftlerin und Hochschullehrerin.

## Werdegang
Behrend ist die Tochter des Lehrers Felix Wilhelm Behrend, zeitweise Vorsitzender des Deutschen Philologenverbands, und Bruder des Mathematikers Felix Behrend. Nachdem ihr Vater als Jude im NS-Staat seine Anstellung verloren hatte, emigrierte sie 1936 nach Großbritannien. Nach diversen kleineren Jobs erhielt sie eine Anstellung als Schreibkraft an der London School of Economics, die seinerzeit kriegsbedingt in Cambridge untergebracht war. Später konnte sie sich als Studentin an der Hochschule einschreiben, 1944 beendete sie ihr Studium mit Auszeichnung.
Zunächst arbeitete Behrend als Lehrerin für Französisch und Deutsch an Oberschulen in Middlesex und Birmingham, ehe sie 1949 nach einer Begegnung mit Sargant Florence, einem Professor an der Universität Birmingham, eine Anstellung als Forschungsassistentin der Hochschule bekam. Nach Abschluss mit dem  Ph.D. übernahm sie später eine Anstellung als Lecturer im sozialwissenschaftlichen Forschungsbereich an der Universität Edinburgh. 1973 erhielt sie eine Ökonomie-Professur an der Hochschule, 1982 ging sie in den Ruhestand. Nachdem sie zeitweise noch in Edinburgh gelebt hatte, zog sie in den 1990er Jahren zu ihrer Familie nach Buckinghamshire. Später erkrankte sie an der Alzheimer-Krankheit.
Behrend forschte insbesondere auf den Gebieten der Arbeitsökonomie und zu industriellen Beziehungen. Dabei setzte sie sich auch mit psychologischen Aspekten auseinander, etwa zur Motivation zu arbeiten. Sie engagierte sich in der International Association for Research in Economic Psychology, 1982 war sie maßgeblich an der Organisation der 7. Internationalen Konferenz über Wirtschaftspsychologie der Organisation beteiligt.